# Waste
Waste är ett datorprogram för att dela ut filer och chatta över en krypterad anslutning. Programmet finns för 32-bits Windows som klient och server, Mac OS som en begränsad klient och server, och som en begränsad server för Linux och FreeBSD. Programmet är licensierat under GPL och har en öppen källkod.
Personer som använder programmet ansluter genom ett så kallat darknet, där man först måste godkännas av en grupp mottagare. Anslutningar kan sedan dirigeras genom flera deltagare i nätverket, för att förhindra spårning. Man kan även välja att inte dirigera trafik genom sin dator i programmet.
Waste utvecklades av Justin Frankel, skaparen av bland annat Winamp och Gnutella. Programmet publicerades på företaget Nullsofts webbplats, på samma sätt som Gnutella, varifrån det slutligen avlägsnades.
Programmet använder RSA och Blowfish för kryptering.